# Ermanno di Tournai
Ermanno di Tournai, detto anche Herimannus Tornacensis, Erimanno di Tournai o Ermanno di Laon (Tournai, ... – Palestina, 1147), è stato un religioso belga.
Monaco all'abbazia di San Martino (Tournai) dal 1095, ne divenne abate nel 1127, dimettendosi poi nel 1137 per intraprendere diversi pellegrinaggi.
Visitò nel 1140 Roma e si recò nel 1142 in Spagna, partecipando poi nel 1147 alla seconda crociata, ove trovò la morte.